# Phelsuma borai
Phelsuma borai Glaw, Köhler & Vences, 2009 è un piccolo sauro della famiglia Gekkonidae, endemico del Madagascar.

## Descrizione
È un geco di media taglia, che si differenzia dalla gran parte delle altre specie di Phelsuma per la livrea di colore bruno-grigiastro, priva dei toni verdi e rossi che caratterizzano la gran parte delle congeneri.

## Biologia
È una specie ovipara.

## Distribuzione e habitat
Phelsuma borai è diffuso nella foresta decidua secca del Madagascar occidentale: segnalato per la prima volta nell'area di Bemaraha, è stato successivamente osservato anche ad Ankarafantsika.